# Az-Zajd
Az-Zajd lub Zajd (arab. الذید) jest stolicą centralnego obszaru emiratu Szardża w Zjednoczonych Emiratach Arabskich. Jest to duże rolnicze miasto otoczone żyznymi glebami. Znajduje się około 60 km od Szardży i 100 km od Fudżajry.